# Chira Apostol
Chira Apostol   (Alexeni, 1 de juny de 1960), de casada Stoean és una ex-remadora romanesa que va competir durant la dècada de 1980.
El 1984 va prendre part en els Jocs Olímpics de Los Angeles, on guanyà la medalla d'or en la competició del quatre amb timoner del programa de rem. Formà equip amb Olga Homeghi-Bularda, Viorica Ioja, Florica Lavric i Maria Tanasa-Fricioiu. En el seu palmarès també destaquen una medalla d'or i dues de plata al Campionat del món de rem.